# Жюльетта (Ключ к сновидениям)
Жюльетта или Ключ к сновидениям — опера Богуслава Мартину, который также написал либретто на французском языке по пьесе французского драматурга Жоржа Невё «Juliette ou la Clé des songes». Позднее к премьере, состоявшейся в Пражском Национальном театре 16 марта 1938 года, было подготовлено либретто на чешском языке. «Жюльетта» по праву считается шедевром Мартину.

## История постановок
Мартину узнал о пьесе Невё в 1932 году, через два года после её премьеры в парижском театре «Авеню»  (8-й округ) 7 марта 1930 года. По всей видимости, Невё договорился с Куртом Вайлем о создании музыкальной комедии по мотивам его пьесы, но, услышав музыку Мартину, отдал предпочтение чешской версии. Первоначальная работа над оперой велась на французском языке, но чешская версия была создана с мая 1936 по январь 1937 года.
К моменту премьеры оперы Мартину написал восемь опер в разных стилях. Премьера состоялась в Пражском национальном театре 16 марта 1938 года, дирижёром был Вацлав Талих, за несколько месяцев до последнего визита Мартину на родину. Из Парижа он написал Талиху, выражая глубокую благодарность дирижёру за его «понимание», которое «указывало всем, кто работал с ним, верный путь». Невё также присутствовал на премьере, оценив постановку лучше, чем его прозаический оригинал. Впоследствии опера исполнялась в этом театре лишь с перерывами; новые постановки были поставлены в 1963 и 1989 годах, а постановка в Opera North была показана трижды в 2000 году; в марте 2016 года в театре состоялась премьера новой постановки.
Композитор присутствовал на немецкой премьере в Висбадене в январе 1956 года. Постановка оперы Билефельдской оперы (Германия) под управлением Джеффри Муля была показана восемь раз в 1992 году. Во Франции радиотрансляцией в 1962 году дирижировал Шарль Брук, а сценическая премьера состоялась в Большом театре Анжера в 1970 году.